# HD155127
HD155127 — хімічно пекулярна зоря спектрального класу
B9 й має видиму зоряну величину в смузі V приблизно  8,4.

## Пекулярний хімічний склад
Зоряна атмосфера HD155127 має підвищений вміст 
Eu
.